# Paridotea fucicola
Paridotea fucicola är en kräftdjursart som beskrevs av Barnard 1914. Paridotea fucicola ingår i släktet Paridotea och familjen tånglöss. Inga underarter finns listade i Catalogue of Life.